# Cold Women & Warm Beer
«Cold Women & Warm Beer» es un sencillo de la banda de The Black League lanzado en 2003 por la discográfica Spinefarm Records.

## Canciones
- «Cold Women & Warm Beer»
- «Hot Wheels»
- «Harm-A-Get-On-Go-Go»

- Datos: Q5142425